# San Agustín (Manila)

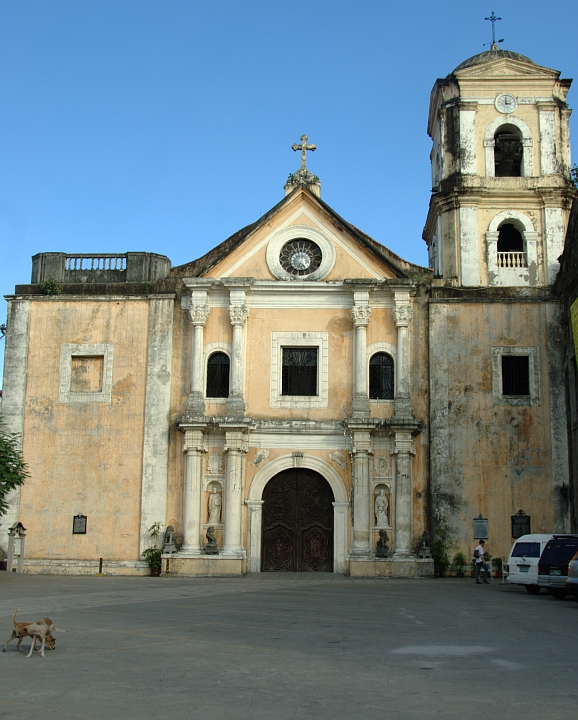
San Agustín

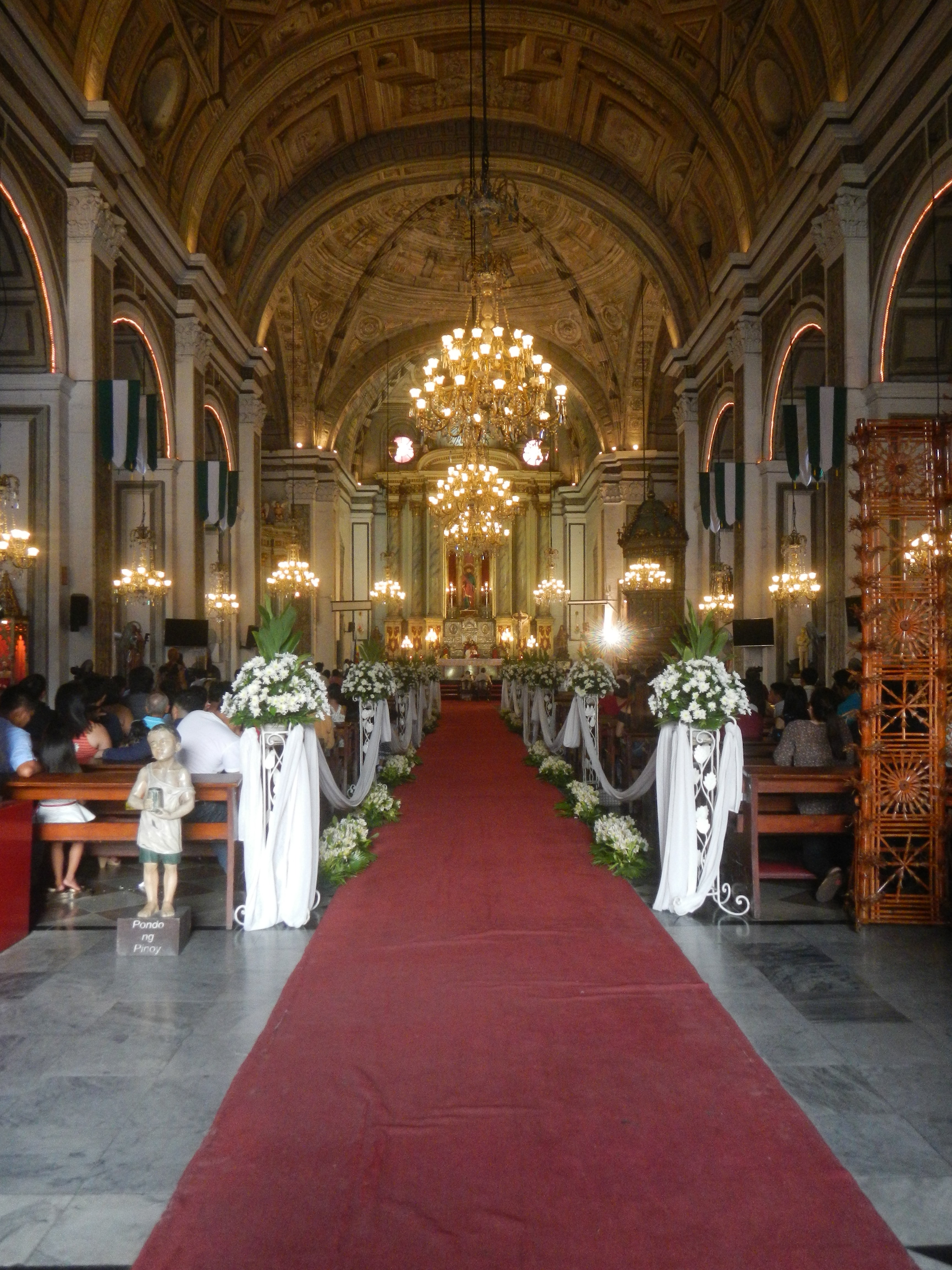
Inneres

Die San-Agustín-Kirche in Manila ist die älteste Kirchengründung der Philippinen. Die erste Kirche wurde 1571 errichtet und ist das einzige Gebäude, das der Zerstörung von Intramuros während der Schlacht um Manila entgangen ist. Die Kirche wurde dreimal, nach zahlreichen Erdbeben und Kriegen um Manila, wieder aufgebaut. Sie steht nur wenige hundert Meter von der Kathedrale von Manila und der Fuerza de Santiago entfernt.
San Agustín liegt inmitten der ehemaligen Festung, des heutigen Stadtteils Intramuros im Zentrum der philippinischen Hauptstadt. Es ist die erste europäische Kirche auf den Philippinen, die ganz aus Stein erbaut ist und in spanischer Architektur entworfen wurde. Die Kirche enthält auch Vermächtnisse der Konquistadoren Miguel López de Legazpi, Juan de Salcedo und Martín de Goiti, die ihre letzte Ruhestätte unter der Kirche gefunden haben.
Die Kirche hat 14 seitliche Kapellen und einen Trompe-l’œil-Dachhimmel. Im Chordachboden befinden sich von Hand geschnitzte Sitze aus dem 17. Jahrhundert.
Ein kleines durch den Augustinerorden verwaltetes Museum neben der Kirche präsentiert antike Möbel, Kleider aus der Kolonialzeit, Andachtsbilder und Ikonen.
Zusammen mit drei anderen Barock-Kirchen auf den Philippinen wurde dieses Bauwerk im Jahre 1993 in das Weltkulturerbe aufgenommen.